# Oncodosia triangularis
Oncodosia triangularis är en tvåvingeart som beskrevs av Yeates 1988. Oncodosia triangularis ingår i släktet Oncodosia och familjen svävflugor.
Artens utbredningsområde är Victoria i Australien. Inga underarter finns listade i Catalogue of Life.